# 董恒宇
董恒宇（1956年1月—），男，汉族，山西河津人，中华人民共和国政治人物，曾任民盟中央常委、内蒙古自治区委主委、内蒙古自治区政协副主席，第十一届全国政协常务委员。

## 生平
2008年，当选第十一届全国政协常务委员，代表中国民主同盟，分入第五组。2018年1月，当选第十三届全国政协委员。